# Adolf Münzer

Adolf Münzer, um 1910

Adolf Münzer (* 5. Dezember 1870 in Pleß, Oberschlesien; † 24. Januar 1953 in Landsberg am Lech; vollständiger Name: Adolf Franz Theodor Münzer) war ein deutscher Maler und Grafiker.

## Leben
Adolf Münzer war der Sohn eines Rechtsanwalts und Notars, nach dem frühen Tod des Vaters wuchs er ab 1876 in Breslau auf, wo er zunächst das Matthias-Gymnasium besuchte und 1886 eine Ausbildung bei dem Dekorationsmaler Georg Heintze begann. Anschließend besuchte er die Kunst- und Gewerbeschule Breslau. Seine Lehrer dort waren Heinrich Irmann, Paul Schobelt und Albrecht Bräuer. Ab 1890 studierte Adolf Münzer an der  Akademie der Bildenden Künste München. Er hatte sich zunächst in die Naturklasse von Karl Raupp eingeschrieben. Nach einem einjährigen Militärdienst (1. Oktober 1893 bis 30. September 1894) trat er in die Malklasse von Paul Hoecker ein, der sich besonders der Freilichtmalerei annahm. 1896 wurde ihm dort ein Meisteratelier eingerichtet.
1898 war er einer der beiden Preisträger beim ersten Preisausschreiben von Ludwig Stollwerck für Entwürfe von Stollwerck-Sammelbildern. Preisrichter waren Emil Doepler d. J., Woldemar Friedrich, Bruno Schmitz und Franz Skarbina. Das Preisgeld für ihn und Oskar Zwintscher betrug je 1000 Mark.
Ab 1899 stellte Münzer als Mitglied der Künstlergruppe Scholle seine Werke im Münchner Glaspalast aus. In diesem Zusammenhang wurde er auch Mitarbeiter bei der Münchner Wochenzeitschrift Jugend und dem Simplicissimus. Nach einem Malaufenthalt in Paris in den Jahren von 1900 bis 1902 war er zunächst wieder in München ansässig. 1903 lernte Münzer in München Marie Therese Dreeßen geb. von Vestenhof (1878–1958) kennen. Als er 1907 Aktbilder von ihr, darunter das Bild Vor dem Spiegel, in der Galerie Brakl ausstellte, kam es zu einem Eklat, in dessen Folge der Ehemann Dreeßens sich scheiden ließ, und Münzer sie ein Jahr später heiratete.

Die Dame im Spitzentuch, 1910, Museu Nacional d’Art de Catalunya

1909 wurde Münzer Leiter einer Malklasse an der Kunstakademie Düsseldorf, wo er bis 1932 ein Lehramt innehatte. Der Maler Georg Oeder und der Kunsthändler Eduard Schulte hatten ihn im Auftrag des Akademiedirektors Fritz Roeber angeworben. Kurze Zeit später gestaltete er die Wand- und Deckengemälde im Plenarsitzungssaal der Bezirksregierung Düsseldorf. 1915 arbeitete er als Kriegsmaler an der Front und meldete sich noch 1917 als Freiwilliger zum Ersten Weltkrieg, kam aber nicht zum Einsatz.
1938 zog die Familie Münzer von Düsseldorf endgültig nach Holzhausen am Ammersee um, wo er sich bereits 1905 ein Atelierhaus gebaut hatte, als sich dort unter seiner Mitwirkung die Künstlerkolonie Holzhausen etablierte.
Gemälde von Münzer befanden sich vor dem Zweiten Weltkrieg in der Neuen Pinakothek in München, im Wallraf-Richartz-Museum in Köln, im Städtischen Kunstmuseum Düsseldorf und in der Sammlung des Kunstvereins Basel. Zwischen 1938 und 1944 beteiligte sich Münzer aktiv an den von den Nationalsozialisten initiierten Großen Deutschen Kunstausstellungen im Münchner Haus der Deutschen Kunst und stellte dort insgesamt fünf Werke aus, darunter einen weiblichen Akt, den er für 3500 Reichsmark an Adolf Hitler verkaufte. 1950 stellte er dreißig Gemälde bei der Münchner Künstlergenossenschaft aus. Münzer stand 1944 in der Gottbegnadeten-Liste des Reichsministeriums für Volksaufklärung und Propaganda.
In seinen Grafiken kam ein erzählender Stil zum Ausdruck. Bekannt wurden unter anderem seine Märchen-Illustrationen für den Verlag Scholz in Mainz. Adolf Münzer war Mitglied im Deutschen Künstlerbund.

## Werk

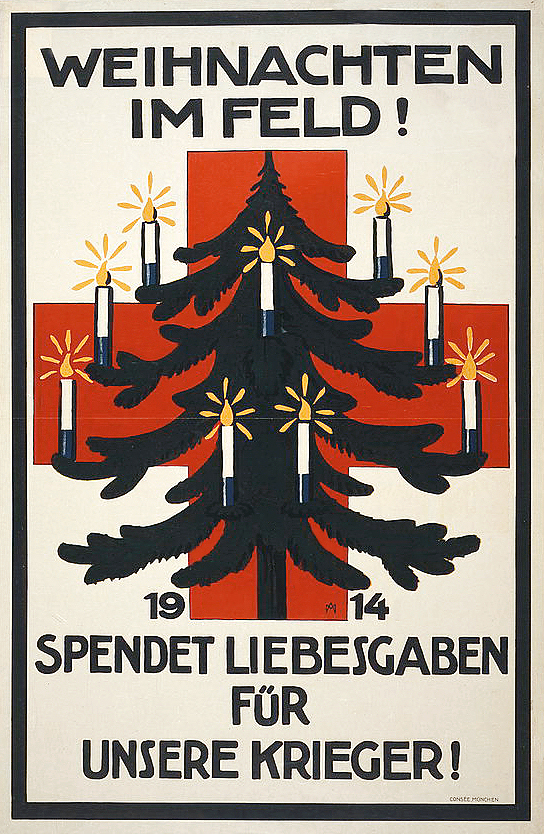
Weihnachten im Feld! Spendenplakat, 1914

- 1907: Ölgemälde Vor dem Spiegel, im Museum Kunstpalast in Düsseldorf[7]
- 1909: vier Wandgemälde im Hotel Atlantic in Hamburg
- 1911: Glasmosaik im Giebelfeld des Stadtwaldhauses in Krefeld
- 1911: zwölf Wandgemälde im Sitzungssaal des Landeshauses in Düsseldorf
- 1911–1916 (und nach 1918): Decken- und Wandgemälde im Plenarsaal des Regierungspräsidiums in Düsseldorf[8]
- vor 1912: Ölgemälde Im Birkenwald, Neue Pinakothek in München
- vor 1912: Ölgemälde Ammen, Kunstverein Basel
- 1910: Die Dame im Spitzentuch, Museu Nacional d’Art de Catalunya
- 1912: Wandgemälde „Gesang“[9] und „Musik“[10] im Foyer des Kleinen Hauses des Hoftheaters in Stuttgart (1944 kriegszerstört)
- 1912: acht Wandgemälde im Parkkasino auf der Bayerischen Gewerbeschau 1912 in München
- 1914: Weihnachten im Feld! Spendenplakat
- 1928: Ausmalung des Festsaals (gen. „Münzersaal“) im Hotel Haus Oberschlesien in Gleiwitz
- 1936: Ausmalung des neuen Empfangsgebäudes des Hauptbahnhofs in Düsseldorf
- 1936: zwei Gemälde für die Weltfachausstellung Paris 1937